# Kerala State Film Award de la deuxième meilleure actrice
Le Kerala State Film Award de la deuxième meilleure actrice est l'une des catégories des Kerala State Film Awards, présentées annuellement, de 1969 à 2014, en Inde. Il est décerné à une actrice, pour la meilleure performance au sein de l'industrie cinématographique malayalam. Le prix est supprimé en 2014 et remplacé par le Kerala State Film Award de la meilleure actrice de genre, à partir de 2015. 

## Récapitulatif
| Victoires | Lauréates                                                                                          |
| --------- | -------------------------------------------------------------------------------------------------- |
| 4         | Sukumari K. P. A. C. Lalitha (en) Kaviyoor Ponnamma (en)                                           |
| 2         | Srividya (en) Philomina (en) Madhavi Praveena (en) Lakshmi Gopalaswami (en) Padmapriya Janakiraman |